# Trofeo Bellaveglia 2010
Il Trofeo Bellaveglia 2010 è un torneo professionistico di tennis maschile giocato sulla terra rossa, che faceva parte dell'ATP Challenger Tour 2010. Si è giocato a Orbetello in Italia dal 19 al 25 luglio 2010.

## Partecipanti

### Teste di serie
| Nazionalità | Giocatore              | Ranking* | Testa di serie |
| ----------- | ---------------------- | -------- | -------------- |
| Argentina   | Carlos Berlocq         | 101      | 1              |
| Italia      | Filippo Volandri       | 108      | 2              |
| Italia      | Paolo Lorenzi          | 121      | 3              |
| Austria     | Martin Fischer         | 122      | 4              |
| Spagna      | Pablo Andújar          | 125      | 5              |
| Francia     | Édouard Roger-Vasselin | 127      | 6              |
| Romania     | Adrian Ungur           | 131      | 7              |
| Argentina   | Federico Delbonis      | 134      | 8              |

- Ranking al 12 luglio 2010.

### Altri partecipanti
Giocatori che hanno ricevuto una wild card:
- Giulio di Meo
- Thomas Fabbiano
- Frederico Gaio
- Gianluca Naso

Giocatori passati dalle qualificazioni:
- Thomas Cazes-Carrère
- Julien Dubail
- Ervin Eleskovic
- Clément Reix

## Campioni

### Singolare
Pablo Andújar ha battuto in finale  Édouard Roger-Vasselin con il punteggio di 6–4, 6–3

### Doppio
Alessio Di Mauro /  Alessandro Motti hanno battuto in finale  Nikola Mektić /  Ivan Zovko con il punteggio di 6–2, 3–6, [10–3]